# Rózinowo (gromada)
Rózinowo – dawna gromada, czyli najmniejsza jednostka podziału terytorialnego Polskiej Rzeczypospolitej Ludowej w latach 1954–1972.
Gromady, z gromadzkimi radami narodowymi (GRN) jako organami władzy najniższego stopnia na wsi, funkcjonowały od reformy reorganizującej administrację wiejską przeprowadzonej jesienią 1954 do momentu ich zniesienia z dniem 1 stycznia 1973, tym samym wypierając organizację gminną w latach 1954–1972.
Gromadę Rózinowo z siedzibą GRN w Rózinowie (obecnie w granicach Włocławka) utworzono – jako jedną z 8759 gromad na obszarze Polski – w powiecie włocławskim w woj. bydgoskim, na mocy uchwały nr 24/17 WRN w Bydgoszczy z dnia 5 października 1954. W skład jednostki weszły obszary dotychczasowych gromad Korabniki, Krzywa Góra i Rózinowo oraz osada leśna Korabniki z dotychczasowej gromady Zdrojowisko-Wieniec ze zniesionej gminy Łęg, ponadto obszar dotychczasowej gromady Leopoldowo oraz osada Krzyżówki z dotychczasowej gromady Wieniec ze zniesionej gminy Wieniec, w tymże powiecie. Dla gromady ustalono 23 członków gromadzkiej rady narodowej.
Gromada przetrwała do końca 1972 roku, czyli do kolejnej reformy gminnej.